# Халід Ахмед Арікат
Халід Ахмед Арікат (араб. خالد عريقات), (англ. Khaled Arikat) (1955, Абу-Діс) — палестинський дипломат. Надзвичайний і Повноважний Посол Палестини в Україні (2005—2010). Надзвичайний і Повноважний Посол Палестини в Республіці Білорусь (з 2010).

## Життєпис
Народження в 1955 році у місті Абу-Діс. Він закінчив навчання в середній школі, потім переїхав до Сирії, щоб навчатися в Дамаському університеті, поки не зміг закінчити навчання в Дамаському університеті через розбіжності, які виникли між палестинськими повстанцями та сирійським режимом.
Він переїхав до Лівану, а після цього поїхав закінчити своє університетське навчання в Москві в епоху Радянського Союзу, він обіймав посаду президента Студентського союзу та регіонального секретаря руху Фата і отримав ступінь доктора наук з міжнародного права, а потім був призначений радником культури в посольстві Палестини в Москві і повернувся на батьківщину в Палестину після двадцятирічної відсутності через відмову у в'їзді та обіймав посаду генерального директора в Міністерстві вищої освіти.
Він перейшов до Міністерства закордонних справ Палестини де працював, поки його не призначили Послом Держави Палестина в Києві у 2006 році в званні Надзвичайного Посла. Надзвичайний і Повноважний Посол Палестини в Україні (2006—2010). Надзвичайний і Повноважний Посол Палестини в Республіці Білорусь (з 2011).